# المجلة الإفريقية للتربية الجسدية والبدنية والترفيهية والرقص
المجلة الأفريقية للتربية الجسدية والصحية والترفيهية والرقص هي مجلة أكاديمية فصلية تخضع لمراجعة الأقران. وتغطي التربية الجسدية والتربية الصحية والرقص في إفريقيا (بالإضافة للرياضة). تم نشرها من قبل منشورات LAM (نيجيريا) واستضافت المجلات الإفريقية أون لاين.